# Drapeau Betsy Ross
Le drapeau de Betsy Ross est un dessin primitif du drapeau des États-Unis, nommé en l'honneur de la tapissière et fabricante de drapeaux Betsy Ross.

## Description
Le motif, qui était utilisé dès 1777, utilise le thème commun de l'alternance de zones à rayures rouges et blanches et d'étoiles dans un canton bleu. Il se distingue par treize étoiles à 5 branches disposées en cercle pour représenter l'unité des treize colonies. En tant que drapeau américain historique, il est depuis longtemps un symbole patriotique populaire. 

## Historique

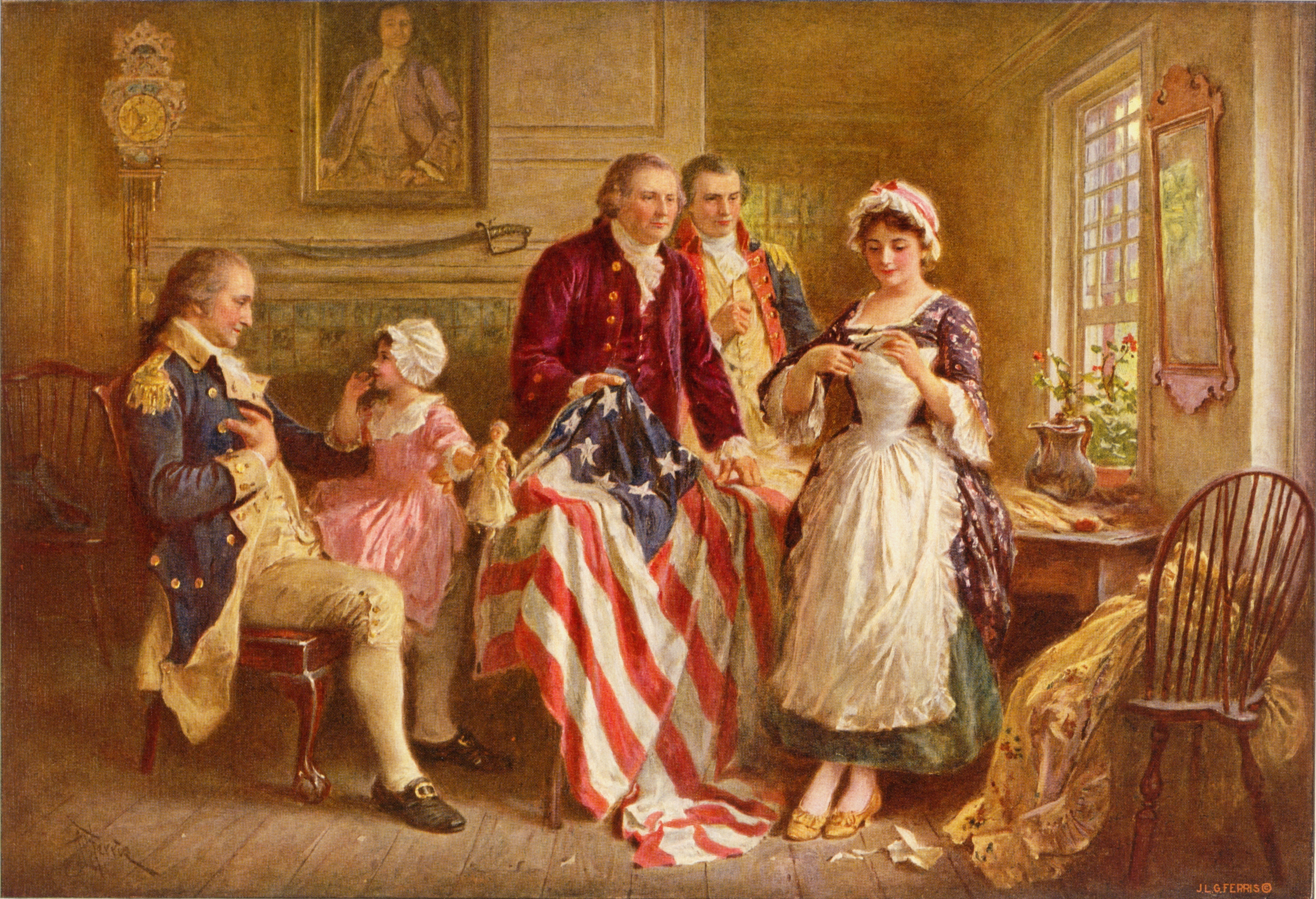
Betsy Ross présentant le drapeau américain à George Washington.

Ce modèle est maintenant communément appelé le "drapeau de Betsy Ross", bien qu'il n'existe néanmoins aucune preuve historique que Betsy Ross ait conçu ce drapeau.